# Iwasaki Yuto
Yuto Iwasaki (岩崎 悠人 Iwasaki Yuto, sinh ngày 11 tháng 6 năm 1998 ở Hikone, Shiga) là một cầu thủ bóng đá người Nhật Bản thi đấu ở vị trí tiền đạo cho Kyoto Sanga ở J2 League.

## Sự nghiệp câu lạc bộ
Iwasaki khởi đầu với đội trẻ Kaneshiro JFC và JFA Academy of Fukushima, trước khi vào học tại Hikone Municipal Central Secondary School và sau đó là, trường Trung học Kyōtotachibana. Vào tháng 8 năm 2016, có thông báo rằng Iwasaki ký hợp đồng với Kyoto Sanga. Anh có một pha kiến tạo trong màn ra mắt trước Montedio Yamagata.

## Sự nghiệp quốc tế
Iwasaki từng đại diện Nhật Bản đến cấp độ U-20.

## Thống kê câu lạc bộ
Cập nhật đến ngày 22 tháng 2 năm 2018.
| Thành tích câu lạc bộ | Thành tích câu lạc bộ | Thành tích câu lạc bộ | Giải vô địch | Giải vô địch | Cúp                   | Cúp                   | Tổng cộng | Tổng cộng |
| Mùa giải              | Câu lạc bộ            | Giải vô địch          | Số trận      | Bàn thắng    | Số trận               | Bàn thắng             | Số trận   | Bàn thắng |
| Nhật Bản              | Nhật Bản              | Nhật Bản              | Giải vô địch | Giải vô địch | Cúp Hoàng đế Nhật Bản | Cúp Hoàng đế Nhật Bản | Tổng cộng | Tổng cộng |
| --------------------- | --------------------- | --------------------- | ------------ | ------------ | --------------------- | --------------------- | --------- | --------- |
| 2017                  | Kyoto Sanga           | J2 League             | 35           | 2            | 1                     | 0                     | 36        | 2         |
| Tổng                  | Tổng                  | Tổng                  | 35           | 2            | 1                     | 0                     | 36        | 2         |

## Danh hiệu

### Quốc tế
U-19 Nhật Bản
- Giải vô địch bóng đá U-19 châu Á 2016